# Chromatografie

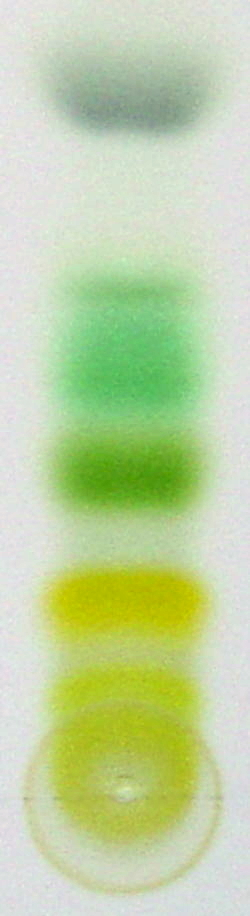
Výsledek chromatografie chlorofylu.

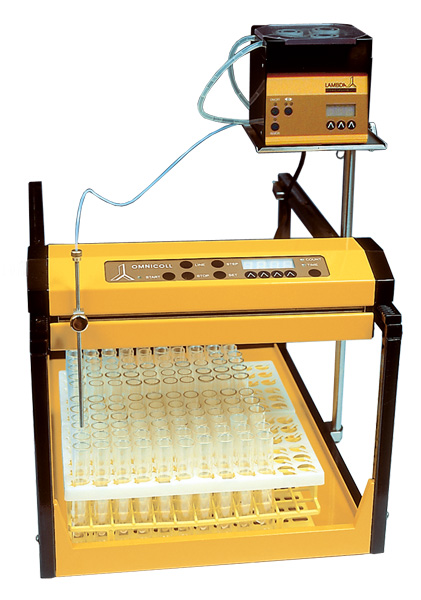
Automatizovaný kolektor frakcí pro chromatografické metody

Chromatografie (z řečtiny χρώμα – barva, γραφειν – psát) je souhrnné označení pro skupinu fyzikálně-chemických separačních metod. Molekuly analytu se u všech typů chromatografických separací rozdělují mezi stacionární a mobilní fázi. Dělení je založeno na rozdílné distribuci složek směsi mezi mobilní a stacionární fázi. Postup vynalezl počátkem 20. století ruský přírodovědec Michail Cvět.

## Chromatografické pojmy
Analyty – složky vzorku, které mají být chromatograficky rozděleny a identifikovány
Analytická chromatografie – chromatografie sloužící k zjištění existence analytu (kvalitativní stanovení) a k určení jeho koncentrace ve vzorku (kvantitativní stanovení).
Chromatograf – přístroj sloužící k chromatografické separaci složek vzorku
Chromatogram – záznam z chromatografu, znázorňující jednotlivé analyty nejčastěji ve formě chromatografických píků (zón) oddělených navzájem základní linií
Chromatografická separace – rozdělení vzorku na jednotlivé složky (analyty) na základě rozdílné distribuce mezi mobilní a stacionární fázi
Mobilní fáze (eluent) je fáze pohybující se chromatografickým systémem. Tato fáze přivádí vzorek do stacionární fáze, kde dochází k jeho separaci
Retenční čas – čas, který složka potřebuje k průchodu chromatografickým systémem
Preparativní chromatografie slouží k izolaci čistých (nebo alespoň čistějších) složek vzorku, které jsou dále použity (k chemické reakci, další separaci apod.)
Stacionární fáze – je fáze ukotvená na místě, přes kterou prochází mobilní fáze a také složky vzorku. Jde například o tenkou vrstvu silikagelu na inertním nosiči (při tenkovrstevné chromatografii) či kolonu naplněnou silikagélem. Zde dochází k separaci v důsledku distribuce vzorku mezi stacionární a mobilní fázi
Autosampler - automaticky dávkuje vzorky do přístroje

## Rozdělení chromatografických metod podle uspořádání
- sloupcová chromatografie (kolonová chromatografie, CC, column chromatography) - stacionární fáze je v koloně
- papírová chromatografie (PP, paper chrom.) - stacionární fází je obvykle voda, adsorbovaná na papír[1]
- chromatografie na tenké vrstvě (TLC, thin layer chromatography) - stacionární fází  je tenká vrstva adsorbentu anebo inertního nosiče, který váže kapalnou stacionární fázi[1]

## Rozdělení chromatografických metod podle mobilní fáze
- plynová chromatografie (GC, gas chromatography) - mobilní fází je plyn
- fluidní chromatografie - mobilní fáze je látka v nadkritickém stavu
- plazmová chromatografie - mobilní fáze je proud iontů
- kapalinová chromatografie (LC, HPLC, liquid chrom., vysokoúčinná kapalinová chrom.) - mobilní fází je kapalina.

Při kapalinové chromatografii je mobilní fází kapalina a stacionární fází je pevná látka (LSC) nebo kapalina, zakotvená na pevné látce (LLC). 
Při LLC dochází k dělení složek analytu v důsledku různých hodnot jejich rozdělovacích koeficientů.
Při LSC dochází k dělení složek analytu v důsledku jejich různých adsorpčních vlastností.

## Rozdělení kapalinové chromatografie podle principu dělení
- adsorpční chromatografie - stacionární fáze je adsorbent.
- iontová chromatografie - stacionární fáze je ionex.
- gelová chromatografie nebo gelová filtrační chromatografie - stacionární fáze je neionizovaný přírodní nebo syntetický gel.
- afinitní chromatografie - stacionární fáze obsahuje zakotvené ligandy, na které se rozdělovaná látka váže.
- rozdělovací chromatografie - o separaci rozhoduje různá rozpustnost složek vzorku v stacionární a mobilní fázi

## Rozdělení chromatografie podle podmínek
- izokratická chromatografie - konstantní podmínky
- gradientová chromatografie - mění se podmínky, např. teplota nebo složení mobilní fáze.

## Galerie

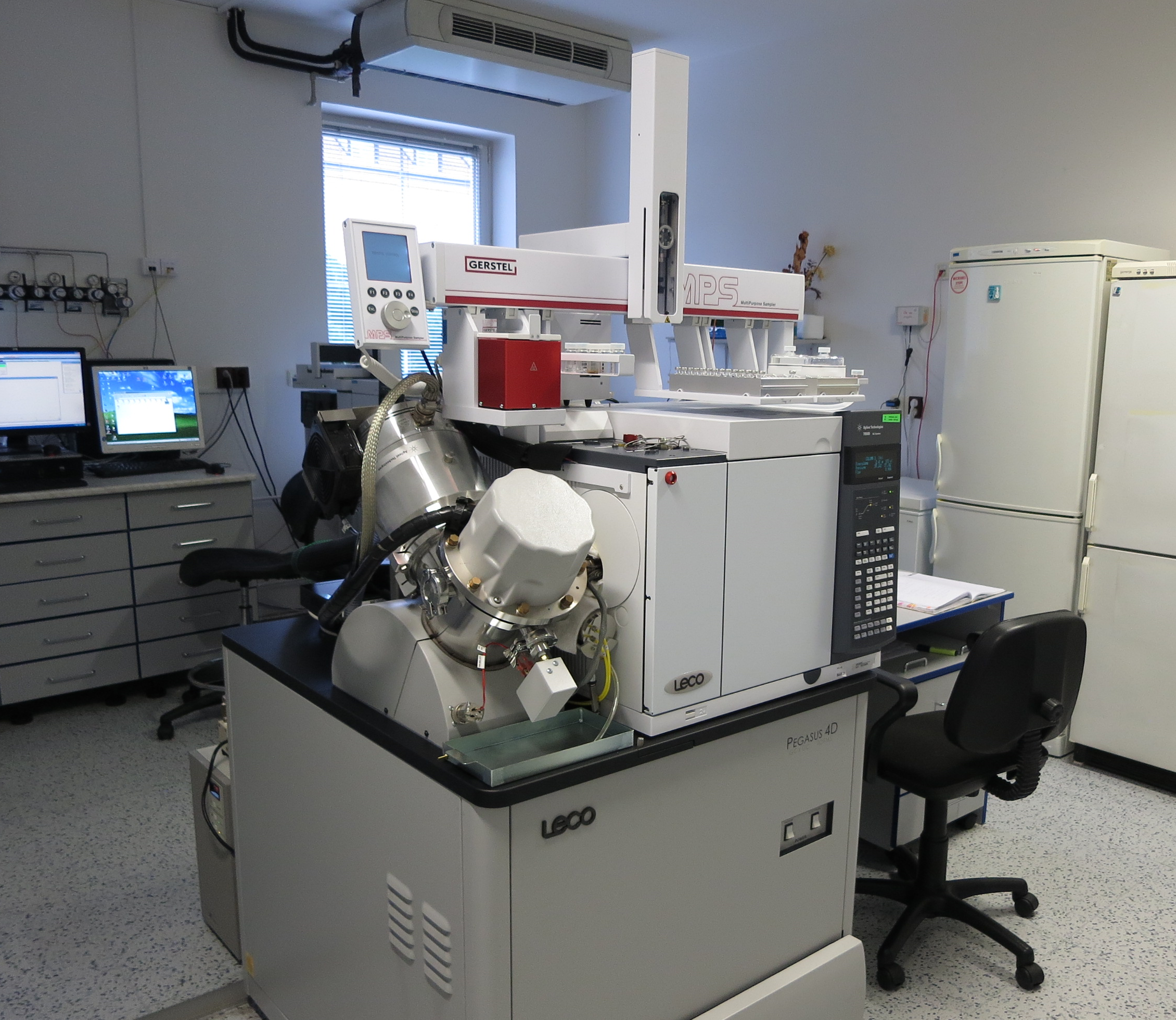
Dvourozměrný plynový chromatograf (GCxGC) s hmotnostním spektrometrem pracujícím na principu doby letu („time-of-flight“, TOF), který se používá zejména ke stanovení reziduí pesticidů a dalších těkavých kontaminantů organického původu v potravinách v laboratoři SZPI v Praze.
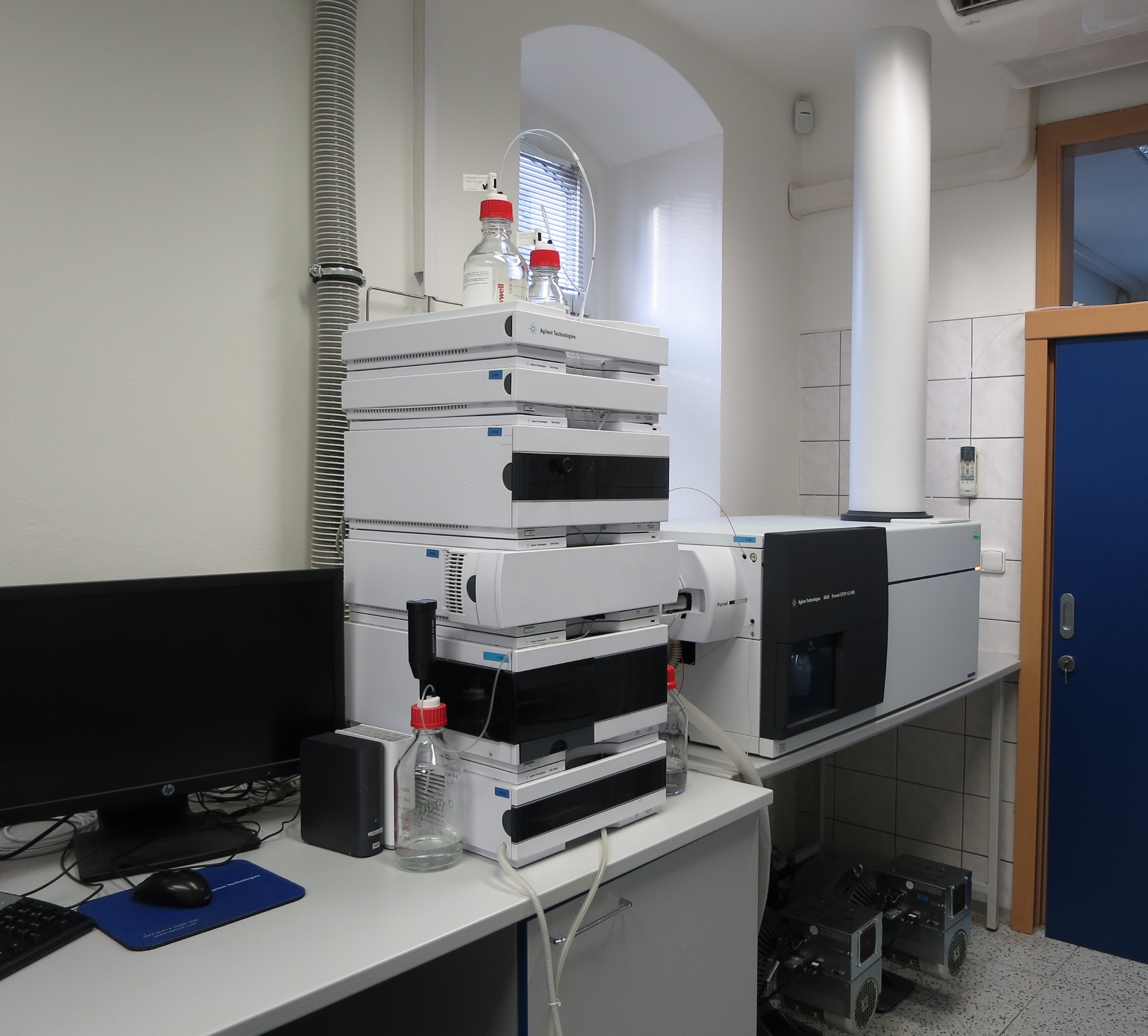
Kapalinový chromatograf s hmotnostním spektrometrem pracujícím na principu doby letu v kombinaci s kvadrupolovým analyzátorem (qTOF). Umožňuje měření v tzv. vysokém rozlišení a slouží zejména k tzv. necílové analýze biologicky aktivních látek (např. nepovolená léčiva a rostlinné toxiny) v potravinách v laboratoři SZPI v Praze.
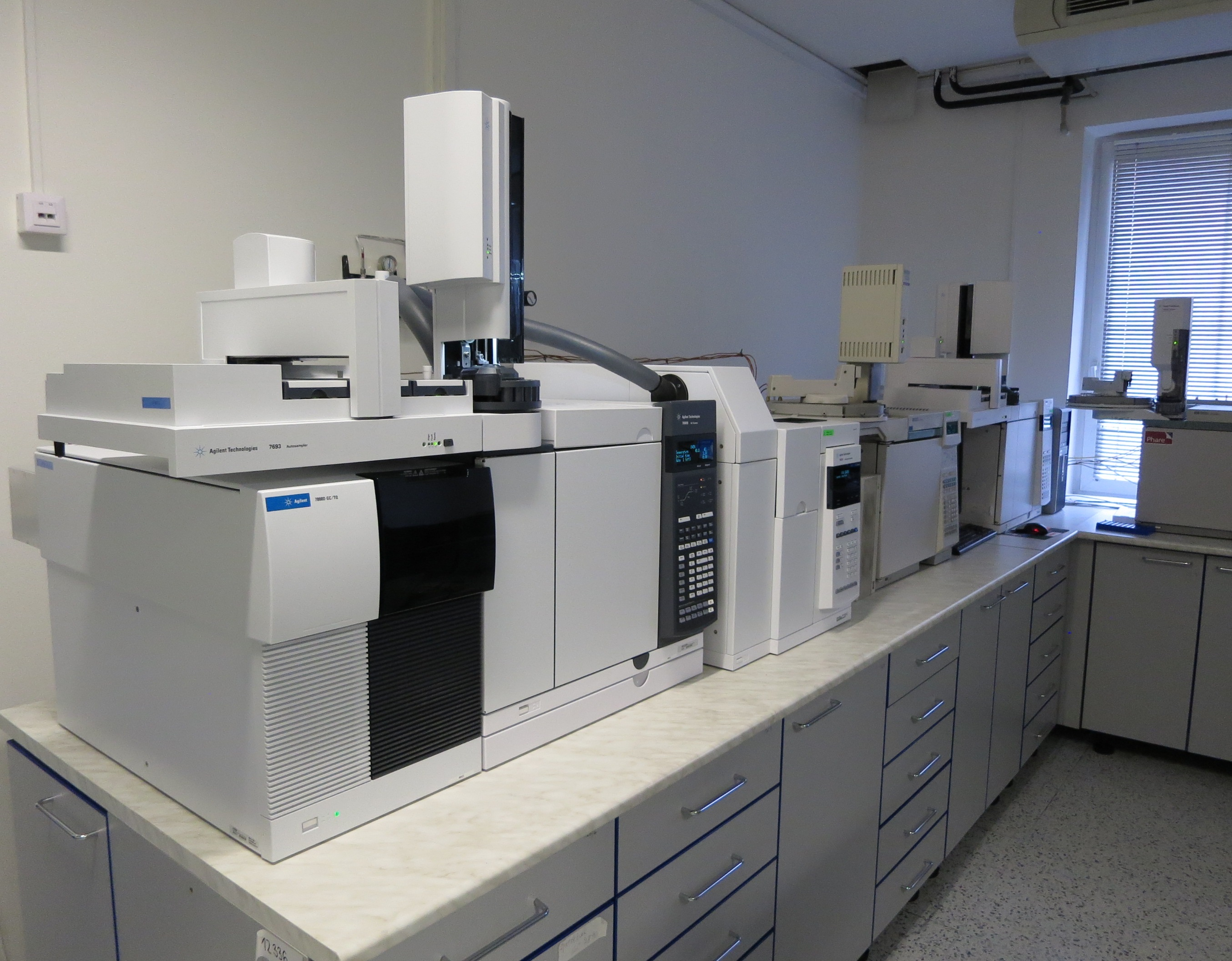
Plynové chromatografy s různými detektory, které slouží ke kontrole pravosti rostlinných olejů a tuků a ke kontrole pravosti a kvality lihovin v laboratoři SZPI v Praze.
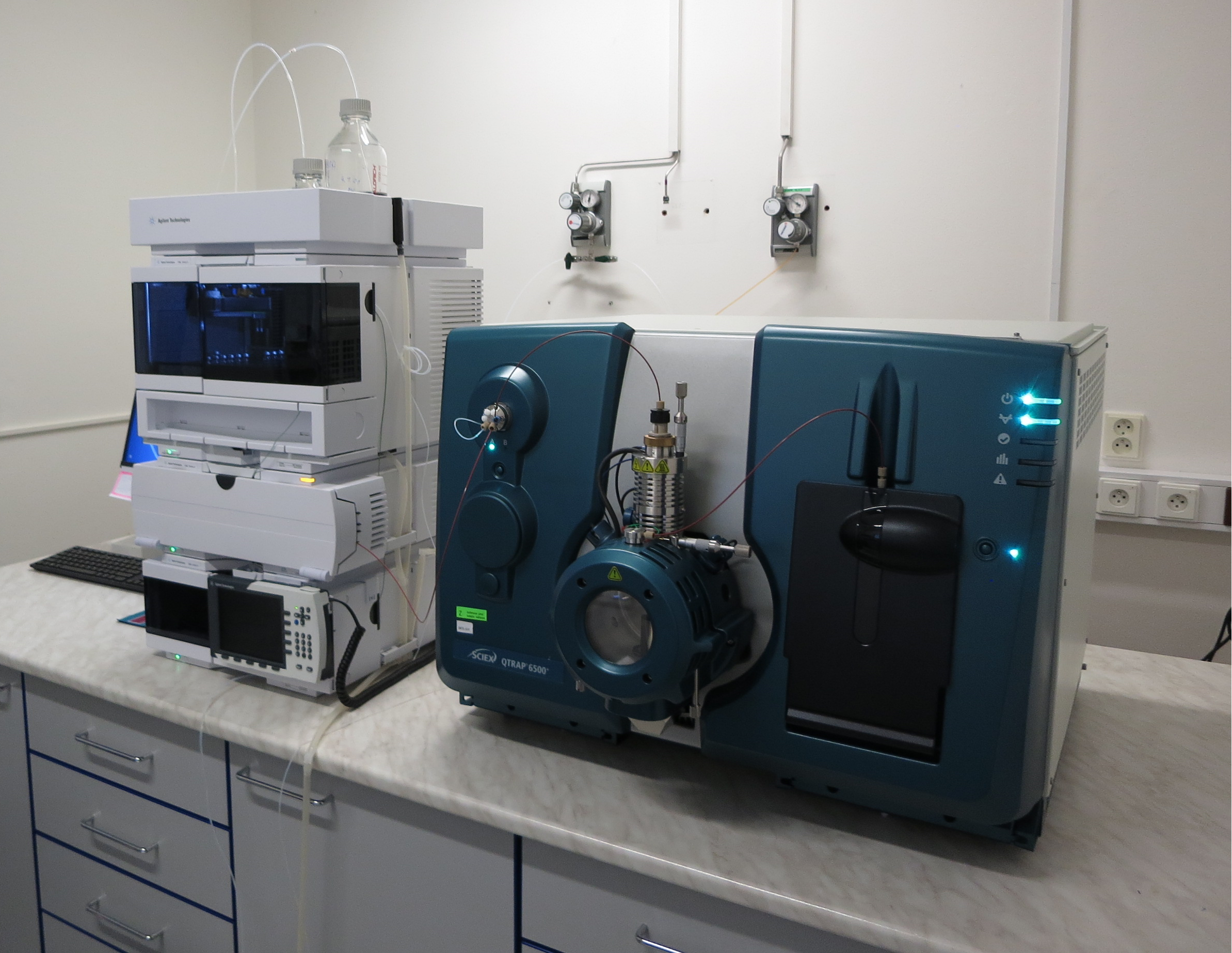
Kapalinový chromatograf s hmotnostním spektrometrem, který se používá zejména ke stanovení reziduí pesticidů v potravinách v laboratoři SZPI v Praze.
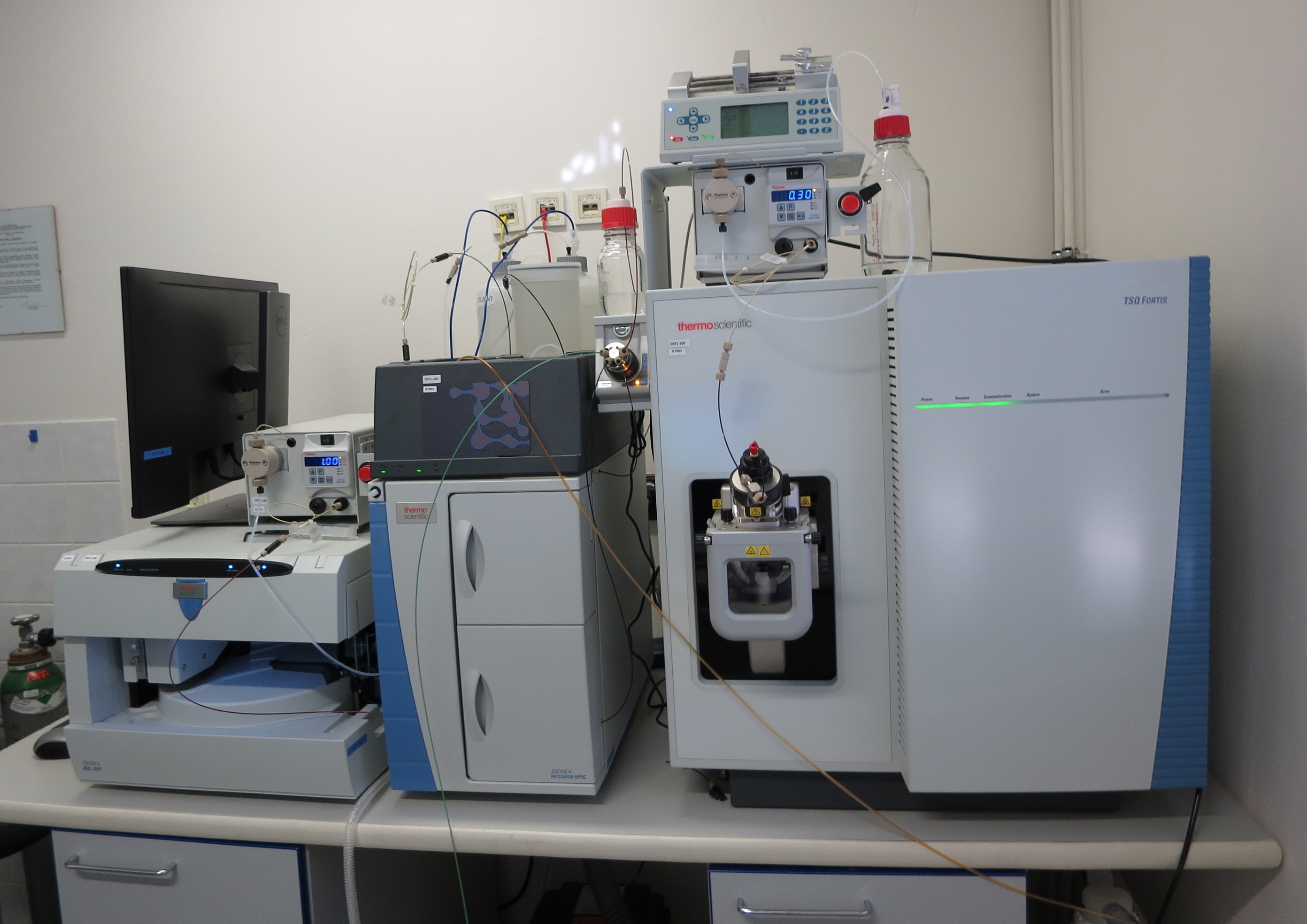
Iontový chromatograf v kombinaci s hmotnostním spektrometrem, který se používá ke stanovení polárních pesticidů (např. glyfosátu) v potravinách v laboratoři SZPI v Praze.
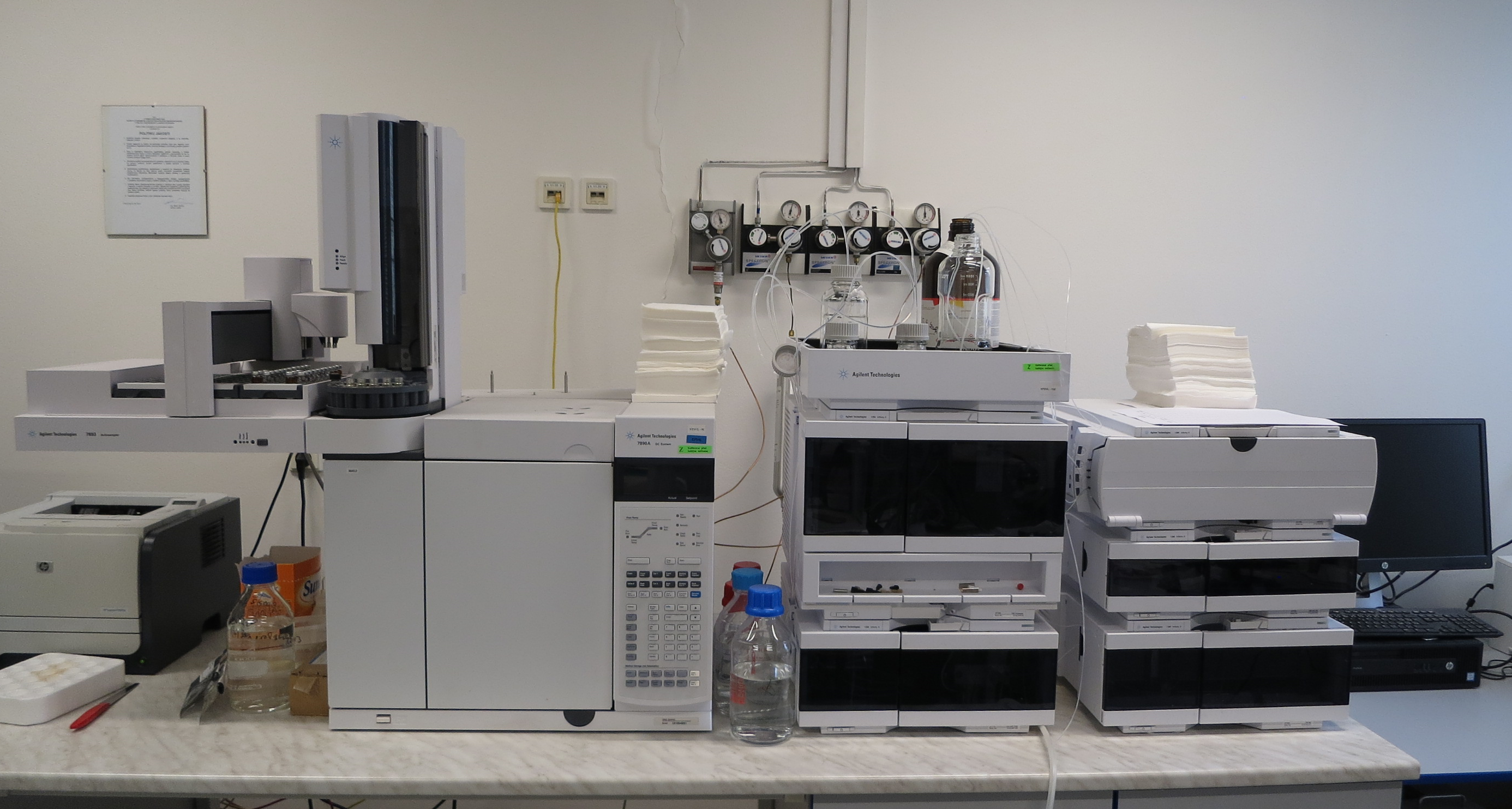
Vlevo - plynový chromatograf sloužící ke stanovení obsahu vody a nikotinu v kouřovém kondenzátu cigaret. Vpravo - kapalinový chromatograf používaný ke stanovení organických kyselin, náhradních sladidel, cukrů a polymerních triacylglycerolů v laboratoři SZPI v Praze.
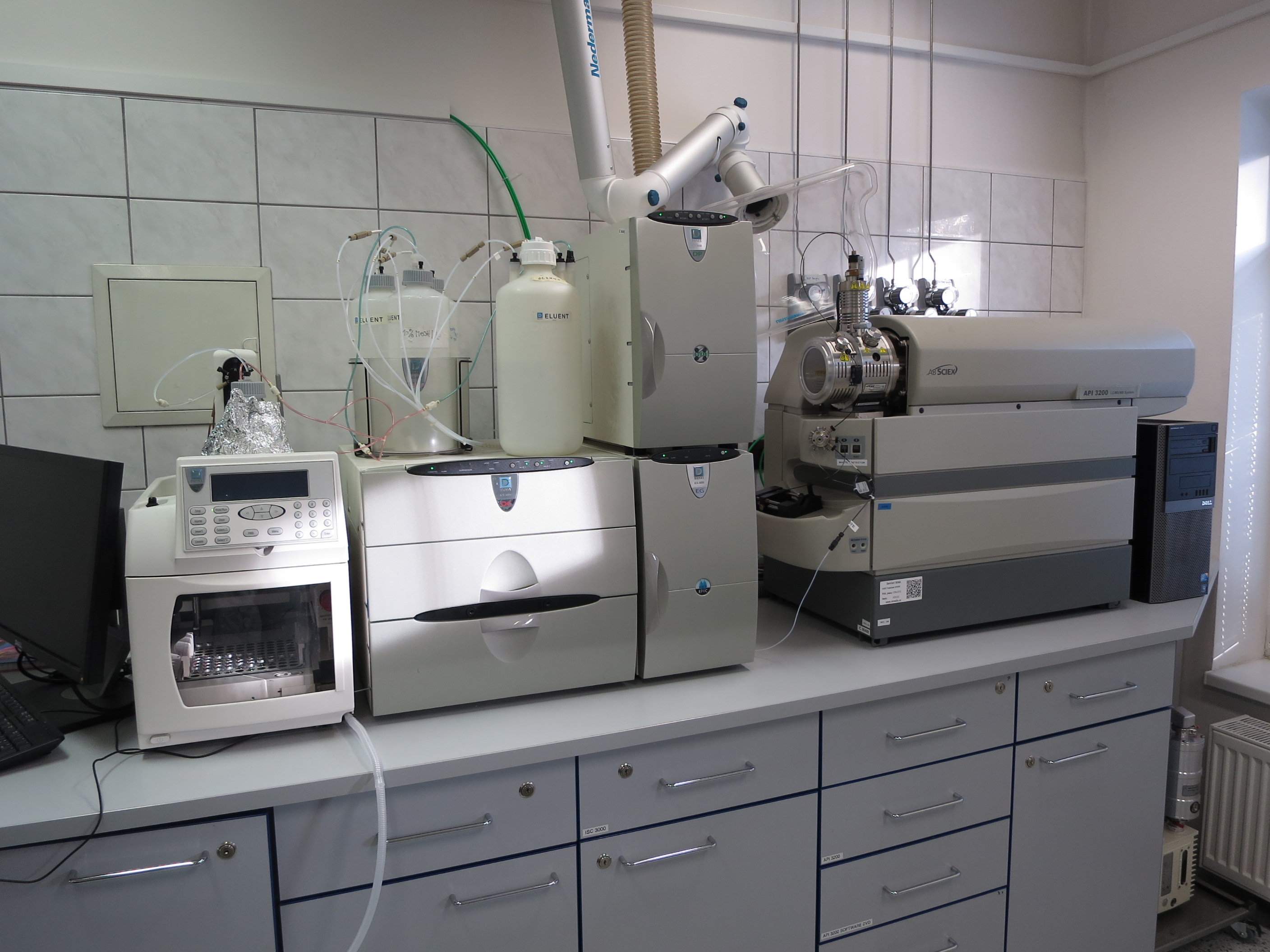
Iontový chromatograf v kombinaci s hmotnostním spektrometrem používaný ke stanovení polárních pesticidů v potravinách v laboratoři SZPI v Praze.
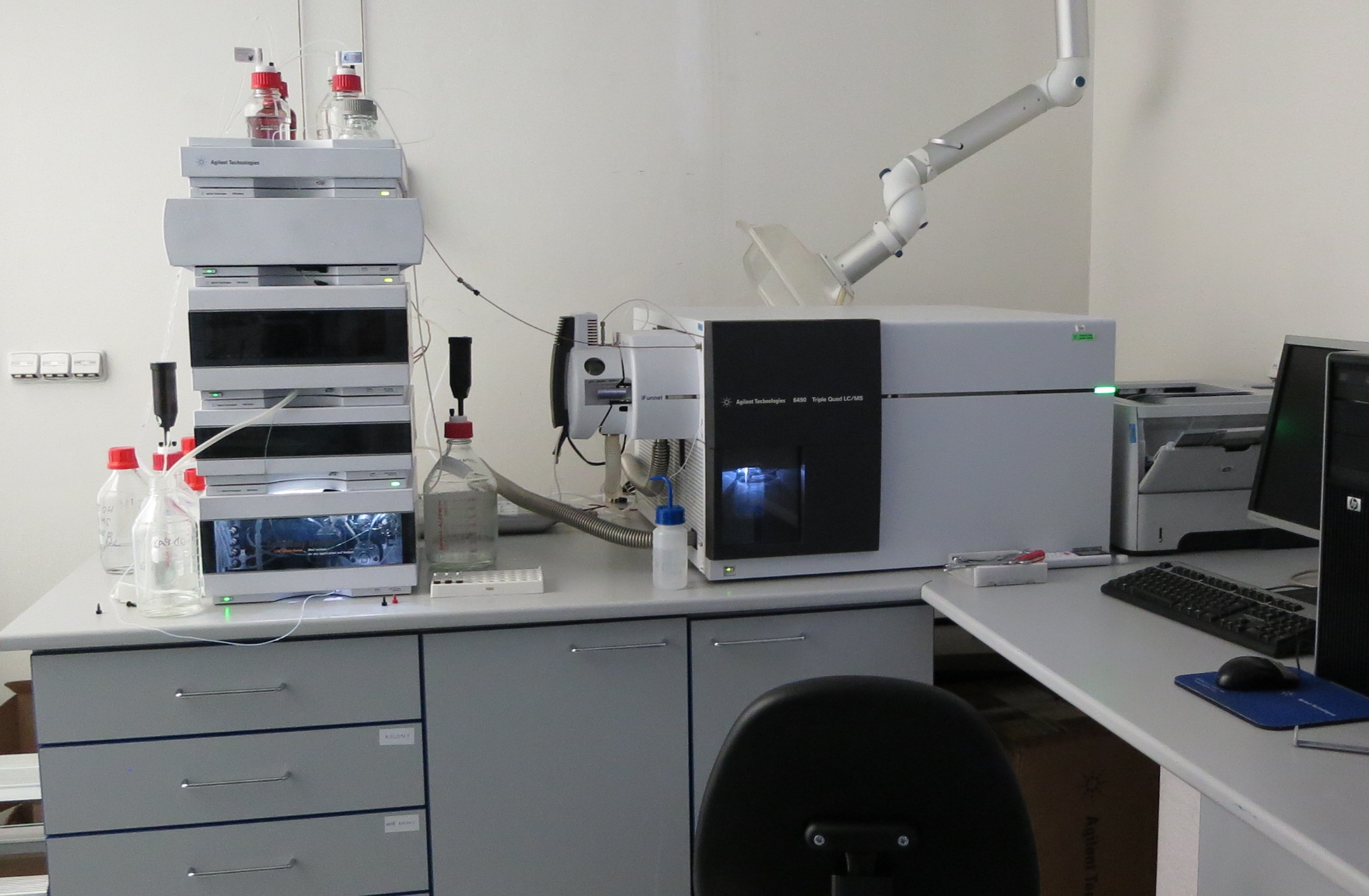
Kapalinový chromatograf s hmotnostním spektrometrem používaný zejména ke stanovení mykotoxinů a rostlinných toxinů v potravinách v laboratoři SZPI v Praze.